# 西川幸治
西川 幸治（にしかわ こうじ、1930年12月20日 - ）は、日本の歴史学者。専攻は都市史。京都大学名誉教授、滋賀県立大学名誉教授・元学長。

## 来歴・人物
滋賀県彦根市出身。京都大学工学部建築学科卒業後、同大学院工学研究科（建築学専攻）単位取得。1959年京都大学助手、1964年講師、1966年助教授、1977年教授を務める傍ら、1985年から1991年まで同埋蔵文化財研究センター長を併任し、1994年同退官、名誉教授。1995年より、滋賀県立大学教授および人間文化部長を経て、2001年より日高敏隆の後任として同学長を2005年まで務めた。2005年より国際日本文化研究センター客員教授を務める。
1968年京都大学より工学博士。論文の題は「都市構成に関する史的考察」。

## 主な著作
- 『日本都市史研究』
- 『都市の思想―保存修景への指標―』
- 『仏教文化の原郷をさぐる－インドからガンダーラまで－』
- 『彦根の町の歴史－都市の記憶を読む－』
- 『近江から望みを展く』
- 『城下町の記憶-写真が語る彦根城今昔』